# Inspiración Divina (cortometraje)
Inspiración divina es un cortometraje, una comedia musical homenajeando a los clásicos protagonizados por Fred Astaire o Gene Kelly rodada en blanco y negro y en color.
Dirigida por Ana Torres-Álvarez, producida por The Ale & Quail Club Films, y escrita por la propia directora con canciones de Cole Porter, cuenta la historia de Kenneth Hawkstone, un genio artístico que pinta, escribe, dirige y también tiene citas con modelos. Pero está en medio de la crisis de la mediana edad y eso afecta su creatividad.
Rodada íntegramente en Londres, en distintas localizaciones como los barrios londinenses de Clapham y Southgate, el hermoso parque Hampstead Heath, edificios emblemáticos como el Royal Festival Hall o calles famosas del centro de Londres como es Strand, durante los días 17 y 25 de agosto de 2001. Se estrenó en Nueva York, el 14 de febrero de 2002, dentro del New York International Independent Film and Video Festival.
El corto ha sido exhibido en el Reino Unido, incluyendo el West End londinense, Estados Unidos y Canadá. En Canadá además, en la web Reservoir Films, es uno de los cortometrajes más vistos de su historia.

## Sinopsis
Inspiración Divina se centra en un genio artístico que compone, pinta, habla diferentes idiomas y actúa. Si esto no hace ya que lo odiemos de pura envida, también tiene citas con modelos. Sin embargo, está atravesando la crisis de la mediana edad y cuando tiene entre manos otro proyectos, es atrapado por una Inspiración Divina.

## Reparto
| Personaje                                     | Actor           |
| --------------------------------------------- | --------------- |
| Dios                                          | Celia Wells     |
| Kenneth Hawkstone                             | John Gunnery    |
| Kelly/Ayudante de Dios/Guardiana de la Puerta | Clara Andersson |
| Director de orquesta                          | Kenneth Roberts |
| William                                       | Matthew Dominic |
| Conductor                                     | Garth Adam      |

## Festivales
- Portobello Film Festival. Londres (Reino Unido).
- London Latin American Film Festival. Londres (Reino Unido).
- Good Film Festival. Londres (Reino Unido).
- Short Movies Night 2003 Edition. Cambridge (Reino Unido).
- New York International Independent Film and Video Festival. Nueva York (Estados Unidos).
- New York International Independent Film and Video Festival. Las Vegas (Estados Unidos).
- New York International Independent Film and Video Festival. Beverly Hills (Estados Unidos).
- Toronto Film Festival Market. Toronto (Canadá)